# فيليب باول كالفرت
فيليب باول كالفرت (بالإنجليزية: Philip Powell Calvert)‏ هو عالم حيوانات وعالم حشرات أمريكي، ولد في 29 يناير 1871 في فيلادلفيا في الولايات المتحدة، وتوفي في 23 أغسطس 1961.